# ديفيس باين
ديفيس باين هو لاعب هوكي الجليد كندي، ولد في 24 سبتمبر 1970 في بورت ألبيرني في كندا.

## وصلات خارجية
- ديفيس باين على موقع دوري الهوكي الوطني (الإنجليزية)
- ديفيس باين على موقع EliteProspects.com (الإنجليزية)
- ديفيس باين على موقع HockeyDB.com (الإنجليزية)
- ديفيس باين على موقع Hockey-Reference.com (الإنجليزية)